# Doamna Stanca
Doamna Stanca, död 1603, var en furstinna av Valakiet genom giftermål med furst Mihai Viteazul av Valakiet (r. 1593-1603). Hon tjänstgjorde vid flera tillfällen som gisslan för utländska makter av politiska skäl. 